# Ветурия
Ветурия (лат. — Veturia; VI век до н. э., Древний Рим — V век до н. э., неизвестно) — римская матрона, мать легендарного римского полководца Гнея Марция Кориолана. Согласно Плутарху, ее звали Волумния, иногда описывается как Веттурия.

## Биография
Ветурия происходила из патрицианской семьи и поощряла участие своего сына в римской политике. Согласно римским историкам, Кориолан был изгнан из Рима в начале пятого века до нашей эры за то, что потребовал упразднения должности плебейского трибуна в обмен на раздачу государственного зерна голодающим плебеям. Он поселился с вместе с вольски, враждебным Риму народом, планируя свою месть.
Наконец Кориолан и вольски двинулись на Рим и осадили город. Римляне отправили послов к Кориолану, но безрезультатно. Затем Ветурия вместе с женой Кориолана Волумнией, а также другими членами семьи Ветуриев и матронами Рима усердно умоляли Кориолана прекратить осаду итальянской столицы.
Версии описанных событий существенно различаются.
Согласно Плутарху, когда Ветурия пришла в лагерь своего сына, Кориолан обнял ее и умолял присоединиться к его делу. Ветурия отказалась от имени всех римских граждан и убедила сына прекратить свой крестовый поход против Рима, бросившись к его ногам и пригрозив причинить себе вред, если он не отступит. Кориолан подчинился и ушел из Рима; вскоре разгневанные вольски казнили его.
Тит Ливий утверждает, что Ветурия отказалась обнять своего сына, но в конечном итоге убедила его воздержаться, и приводит, следующие слова матери полководца: 
«Прежде чем я приму твои объятия, дай мне знать, пришла ли я к врагу или к сыну, в твоем стане пленница или мать? Ты изгнанник, значит враг? Мог ли ты опустошить эту землю, которая тебя породила и вскормила? Хотя ты пришел с разгневанным и мстительным умом, не утихла ли твоя обида, когда ты вошел в ее пределы? Когда в поле зрения появился Рим, не приходило ли тебе в голову, что в этих стенах мой дом и боги-хранители, моя мать, жена и дети? Итак, если бы я не была матерью, Рим не был бы осажден: не будь у меня сына, мы могли бы умереть свободными в свободной стране...»
Ливий также отмечает, что источники расходятся в отношении судьбы Кориолана и того, выжил ли он после инцидента.
Римляне чтили Ветурию за ее мужество, патриотизм и силу в кризис; она преуспела там, где все мужчины до неё потерпели неудачу. Она стала образцом римской женской добродетели. В честь нее и других женщин был построен храм божественной Фортуны. Она не просила никаких особых милостей или почестей, кроме того, чтобы построить храм как памятник Женской удаче. Плутарх писал: «Сенат, высоко хваля их общественный дух, велел построить храм и поставить в нем статую за общественный счет...»
В пьесе Уильяма Шекспира «Кориолан» персонаж матери Кориолана выполняет почти ту же функцию, что и в римской истории, но её имя было изменено на «Волумния».

### Первичные источники
- Livy. Ab Urbe Condita Libri (Livy)|Ab urbe condita libri II.39.1-40.12
- Valerius Maximus. Factorum ac dictorum memorabilium libri IX.

### Вторичные источники
- Beam Jacob N. (1918), Hermann Kirchner's Coriolanus. PMLA 33:269-301.
- Smethurst S.E. (June 1950), "Women in Livy's 'History'". Greece and Rome 19:80-87
- Plutarch Lives: "Coriolanus" translated by John Dryden and revised by Arthur Hugh Clough.
- Plutarch (2000), The Lives of the Noble Grecians and Romans.Canada: Random House of Canada.
- Legasse Paul. The Columbia Encyclopedia, 6th edition. New York: Columbia University Press, 2000. 407